# Juan Rodolfo Wilcock
Juan Rodolfo Wilcock (Buenos Aires, 17 de abril de 1919-Lubriano, 16 de marzo de 1978) fue un escritor, poeta, crítico literario y traductor argentino nacionalizado italiano. Conocedor de diferentes lenguas, escribió la mayor parte de su obra en lengua italiana, si bien también escribió en español. 

## Biografía
Hijo de Charles Leonard Wilcock, inglés, e Ida Romegialli, argentina, estudió Ingeniería Civil en la Universidad de Buenos Aires, y vivió un tiempo en Mendoza en un proyecto relacionado con el ferrocarril trasandino, pero luego abandonó esa profesión para dedicarse a la literatura.
Su primer libro de poesía, Libro de poemas y canciones (1940), obtuvo el Premio Martín Fierro de la Sociedad Argentina de Escritores. Un año después conoció a Silvina Ocampo, Adolfo Bioy Casares y Jorge Luis Borges, con quienes tuvo una gran amistad.
Entre 1942 y 1944 dirigió la revista literaria Verde Memoria. Entre 1945 y 1947, la revista Disco.
Trabajó en los Ferrocarriles del Estado, pero dejó su puesto en 1944. En 1945 autoeditó dos libros de poesía: Ensayos de poesía lírica y Persecución de las musas menores. En 1946 publicó Paseo Sentimental. En 1951 viajó por Europa con Silvina Ocampo y Bioy Casares, y visitó Italia por primera vez.
Wilcock practicó asiduamente la crítica, colaborando en multitud de diarios y revistas literarias. Fue también traductor del inglés, francés, italiano y alemán. Al igual que su amigo Raymond Queneau, Wilcock ejerció la labor de inventor de autores bajo demanda para diferentes editoriales europeas, como desvela un reciente estudio realizado por la fundación que dirige Carla Bodoni.

### Italia
En 1957 se instaló definitivamente en Italia, país en el que acabaría solicitando la nacionalidad. Allí reescribió varias de sus obras en italiano En esos años le escribió a Miguel Murmis, diciéndole: «Veo a la Argentina como una inmensa traducción». En 1964 hace su única aparición en el cine, en la película El Evangelio según San Mateo, de Pier Paolo Pasolini, donde realiza el papel de Caifás. Traduce para la editorial Emecé, El derrumbe de la Baliverna de Dino Buzzati.
En este país se hizo amigo de Elsa Morante, Alberto Moravia y Ennio Flaiano. Wilcock murió el 16 de marzo de 1978, en su casa de campo de Lubriano, Italia. Está enterrado en el Cementerio Protestante, cerca de la Pirámide Cestia. Su hijo adoptivo Livio Bacchi Wilcock fue un importante traductor de Jorge Luis Borges al italiano.
En 2021, editado por el crítico Daniel Martino, se publicó en Buenos Aires Wilcock, libro que reúne todos los testimonios sobre él conservados en los papeles privados de Adolfo Bioy Casares.

## Obra

### Novelas
- 1973: Los dos indios alegres (I due allegri indiani)
- 1996: El ingeniero
- 1998: El estereoscopio de los solitarios
- 2003: La boda de Hitler y María Antonieta en el infierno
- 2003: El templo etrusco

### Cuentos
- 1974: El caos
- 1978: El libro de los monstruos[7][8][9][10]
- 1981: La sinagoga de los iconoclastas

### Poesía
- 1940: Libro de poemas y canciones
- 1945: Ensayos de poesía lírica
- 1945: Persecución de las musas menores
- 1946: Paseo sentimental
- 1946: Los hermosos días
- 1953: Sexto
- 1980: Poemas (Poesie)

### Teatro
- 1956: Los traidores (en colaboración con Silvina Ocampo)

### Otros
- 1981: Hechos inquietantes
- 2019: El delito de escribir[11]
- 2021: Correspondencia (1959-1965)